# Roman Zmorski
Roman Zmorski, piszący również pod pseudonimami Roman Mazur oraz Roman Zamarski (ur. 9 sierpnia 1822 w Warszawie, zm. 19 lutego 1867 w Dreźnie) – polski poeta, tłumacz i folklorysta epoki romantyzmu, najwybitniejszy przedstawiciel tzw. Cyganerii Warszawskiej; autor liryki ludowej silnie związanej z tradycją Mazowsza.

## Życie

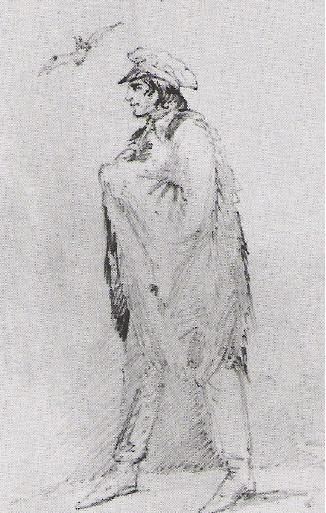
Portret Romana Zmorskiego autorstwa Cypriana Kamila Norwida.

Był synem urzędnika. Dzieciństwo spędził w Warszawie i na Mazowszu. Edukację rozpoczynał na Podlasiu w Białej Podlaskiej, a ukończył w Warszawie. Ponieważ konspirował, dlatego został relegowany z warszawskiego gimnazjum na Lesznie. Należał do tzw. Cyganerii Warszawskiej, wśród której wyróżniał się ekstrawagancją i radykalizmem. Współredagował „Nadwiślanina” i Jaskułkę. Należał do spisku Karola Levittoux, za co przez kilka miesięcy był więziony w Cytadeli. Współpracował z Edwardem Dembowskim, który wprowadził go do Stowarzyszenia Ludu Polskiego. W latach 1842–1843 wędrował po Mazowszu, zbierając folklor i prowadząc agitację wśród ludu.
W związku z działalnością konspiracyjną często zmieniał miejsce pobytu. W 1843 opuścił Królestwo i udał się do Poznańskiego. Władze pruskie wydały za Zmorskim list gończy. Znalazł wówczas schronienie w Lewkowie koło Ostrowa Wielkopolskiego, u Wojciecha Lipskiego. Zafascynował się wówczas ideami panslawizmu. Publikował poezje w poznańskim „Tygodniku Literackim”. Podejmował w celach etnograficznych wyprawy na Pomorze i Śląsk. Ukrywał się w Osieku koło Skalmierzyc, w majątku Parczewskich. W 1845 w Gostyczynie zawarł potajemnie ślub z Teklą Parczewską.  
W Paryżu poznał Adama Mickiewicza i Słowackiego. W latach 1848–1850 przebywał na Łużycach, gdzie związał się z tzw. budzicielami Serbów Łużyckich, a w Budziszynie wydawał pismo „Stadło”. W 1855 był agentem księcia Adama Jerzego Czartoryskiego w Konstantynopolu, a następnie w Serbii, gdzie miał za zadanie pozyskać Słowian bałkańskich do wspólnej walki z Rosją.
W latach 1858–1863 przebywał w Warszawie, a w 1862 ponownie był więziony w Cytadeli, prawdopodobnie za udział w manifestacjach patriotycznych. W Krakowie i Warszawie wydawał tajne czasopisma. Ostatnie lata życia spędził w Dreźnie w trudnych warunkach.
Córką Romana i Tekli była Zbigniewa Zmorska (1852-1895), również pisarka i literatka.
Roman Zmorski był także tłumaczem literatury serbskiej. Wydał zbiór przetłumaczonych z tego języka pieśni. Badał legendy słowiańskie. Jest autorem wiersza-wróżby o powrocie „słowiańskiego prawa i mowy” na „słowiańską górę” – Ślężę, powstał on jako wpis do księgi pamiątkowej schroniska. Obecnie jego imię nosi Dom Turysty PTTK na Ślęży znajdujący się na Ślęży.

## Twórczość

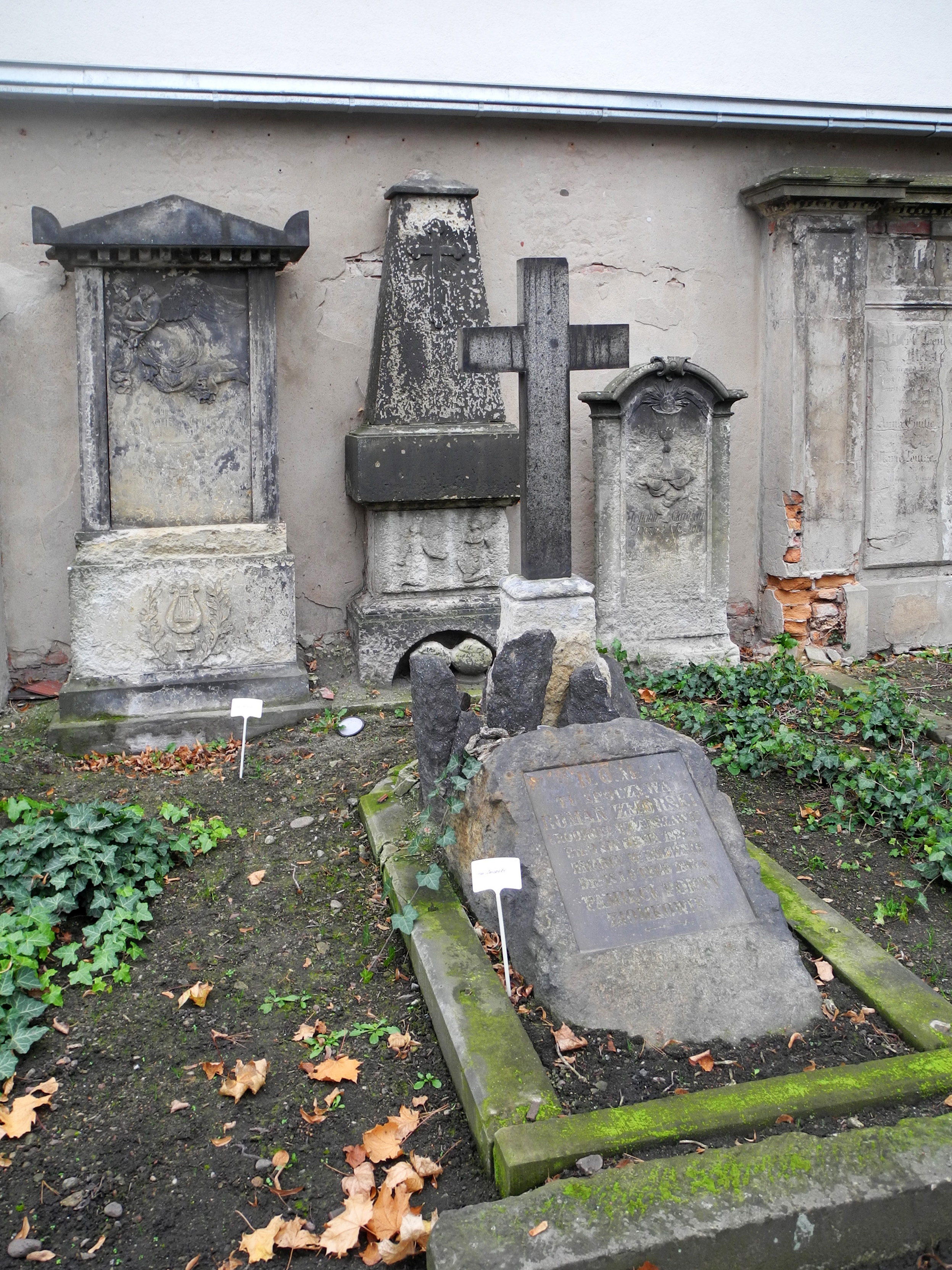
Grób Romana Zmorskiego w Dreźnie

Stylizowana na ludową przyśpiewkę poezja Romana Zmorskiego przedstawia świat pełen frenezji, niepokoju, krwi i rozpaczy − dlatego też zalicza się ją zazwyczaj do nurtu literatury XIX wieku zwanego "czarnym romantyzmem".
Twórczość Romana Zmorskiego − objętościowo dość ograniczona − niemal w całości przynależy do nurtu liryki ludowej polskiego romantyzmu. Jednocześnie jest ona jednak krańcowo różna od poezji bardziej reprezentatywnych przedstawicieli tego typu literatury takich jak choćby Władysław Syrokomla czy przede wszystkim Teofil Lenartowicz, któremu tak samo patronowała ta sama tradycja Mazowsza; Zmorski w miejsce idyllicznych obrazków prezentuje wizje krwawe i piekielne, bliskie pełnych frenezji poematów szkoły ukraińskiej polskiego romantyzmu. Przyrodę i świat duchowy chłopów spaja przy tym ścisły paralelizm, stąd też światem przedstawionym włada skrajny fatalizm i rozpacz, a krajobraz pełen jest wichrów, burz i oznak nadchodzącego "czegoś strasznego". Najbardziej znanym tego przykładem jest słynna niegdyś ballada Dziwy. Improwizacja, w którym ponury nocny plener opowiada historię o morderstwie dokonanym przez żonę na mężu w noc poślubną, a następnie każe duchowi morderczyni na wieczność błąkać się w szaleństwie po pobliskim jeziorze. Inny wiersz, w podobny sposób wykorzystujący stylistykę ludowej przyśpiewki, Wróżby Mazura, poprzedza wizję chłopskiej rzezi niepokojącym obrazem nadchodzącego zimowego poranka.
Hej − hej! rumiano, rumiano

 Słońce za bór zapada -

 Będzież to jutro rano

 Wicher i mróz nielada!

 (...)

 Hej - hej! co noc za wieś

 Biegą wyć w pustkach psi;

 Lud szemrze w każdej wsi

 Będzież to, będzie rzeź!
Pełna barokowych motywów śmierci i grozy egzystencji jest dramat Zmorskiego, Lesław. Szkic fantastyczny − zaliczany do tzw. czarnego romantyzmu. Przestrzeń utworu podzieloną na plan realny i fantastyczny wypełniają postaci wyjęte z pogańskich podań ludowych, takie jak topielce, strzygi czy rusałki. Spoiwem łączącym pełen strachu świat ludzki z mrokiem świata duchów jest Śmierć. Życie przedstawia poeta jako korowód wiecznego umierania, zaś jedynym aktem rozpaczliwego indywidualizmu i wolności - samobójstwo.
Do tematów poruszanych przez poezję Zmorskiego należy również fenomen rewolucji (wiersze takie jak Ognia!, Kruk czy Anioł-Niszczyciel). Ten etap twórczości warszawskiego cygana zbliża się przy tym do typu liryki filozofującej. Ruchy rewolucyjne kojarzy Zmorski z aktem destrukcji i zburzenia (koniecznym na drodze historiozoficznej analizy), z nihilistycznym gestem unicestwienia okrutnego świata - jednak tylko i wyłącznie w budującym celu utworzenia nowego porządku. Katastrofa jest zatem koniecznością tylko wtedy, gdy połączy się z nią ideę odrodzenia. Temat rewolucji porusza również poemat narracyjny Zmorskiego, Wieża siedmiu wodzów, który na podstawie słowiańskiej legendy o "siedmiu sprawiedliwych rycerzach" snuje proroctwo dopełnienia się Dobra w Królestwie ziemskim.

## Dzieła
- Poezje, Warszawa, 1843[10]
- Lesław, Ostrów Wielkopolski, 1847[11]
- Podania i Baśni ludu, 1852 (pierwotnie pod nazwiskiem R. Zamarski)
- Domowe wspomnienia i powiastki, 1854
- Narodowe pieśni serbskie, wybrane i przełożone, 1853
- Nad Sawą i Drawą, 1956